# Коломійцеве Озеро
Коломі́йцеве О́зеро —  село в Україні, у Хорольській міській громаді Лубенського району Полтавської області. Населення становить 128 осіб. До 2020 орган місцевого самоврядування — Штомпелівська сільська рада.

## Географія
Село Коломійцеве Озеро знаходиться на одному з витоків річки Рудка, нижче за течією на відстані 1,5 км розташоване село Шарківщина, на відстані 1 км розташовані села Штомпелівка, Куторжиха та Новий Байрак. Поруч проходять автомобільна дорога Т 1709 та залізниця, станція Хорол за 2,5 км.

## Історія
12 червня 2020 року, відповідно до розпорядження Кабінету Міністрів України № 721-р «Про визначення адміністративних центрів та затвердження територій територіальних громад Полтавської області», село увійшло до складу Хорольської міської громади..
19 липня 2020 року, в результаті адміністративно - територіальної реформи та ліквідації Хорольського району, село увійшло до складу новоутвореного Лубенського району.